# Ljubezen in vse ostalo
Ljubezen in vse ostalo (angleško Anything Else) je ameriški romantično komični film iz leta 2003, ki ga je režiral in zanj napisal scenarij Woody Allen. V glavnih vlogah ob Allenu nastopajo še Jason Biggs, Christina Ricci, Stockard Channing, Danny DeVito, Jimmy Fallon, Erica Leerhsen in KaDee Strickland. Zgodba govori o mladem pisatelju Jerryju (Biggs), ki mu mentor David (Allen) poskuša pomagati tudi v ljubezenskem življenju. 
Film je bil premierno predvajan 27. avgusta 2003 v netekmovalnem programu Beneškega filmskega festivala, 19. septembra istega leta pa v ameriških kinematografih. Naletel je na mešane ocene kritikov. Na strani Rotten Tomatoes je prejel oceno 40%. Tudi finančno ni bil uspešen, vseeno pa ga je Quentin Tarantino uvrstil na svoj seznam najljubših filmov od leta 1992.

## Vloge
- Jason Biggs kot Jerry Falk
- Christina Ricci kot Amanda Chase
- Woody Allen kot David Dobel
- Stockard Channing kot Paula Chase
- Danny DeVito kot Harvey Wexler
- Jimmy Fallon kot Bob
- Erica Leerhsen kot Connie
- KaDee Strickland kot Brooke
- David Conrad kot dr. Phil Reed